# Daisy Greville, contessa di Warwick
Frances Evelyn "Daisy" Greville, contessa di Warwick (nata Maynard; Londra, 10 dicembre 1861 – Little Easton, 26 luglio 1938), era una socialista a sostegno di molti progetti per aiutare i meno abbienti nell'istruzione, nell'edilizia, nell'occupazione e nella retribuzione. Fondò dei college per l'educazione delle donne in agricoltura e orticoltura, prima a Reading poi a Studley, e una scuola di cucito e di un piano per impiego nell'Essex nonché utilizzo delle sue case ancestrali per ospitare eventi e programmi a beneficio dei suoi inquilini e lavoratori. Fu una confidente a lungo termine o amante di Alberto Edoardo, principe di Galles, diventato successivamente re Edoardo VII del Regno Unito.
Lei è stata l'ispirazione dietro la famosa canzone da music hall Daisy, Daisy..

## Famiglia

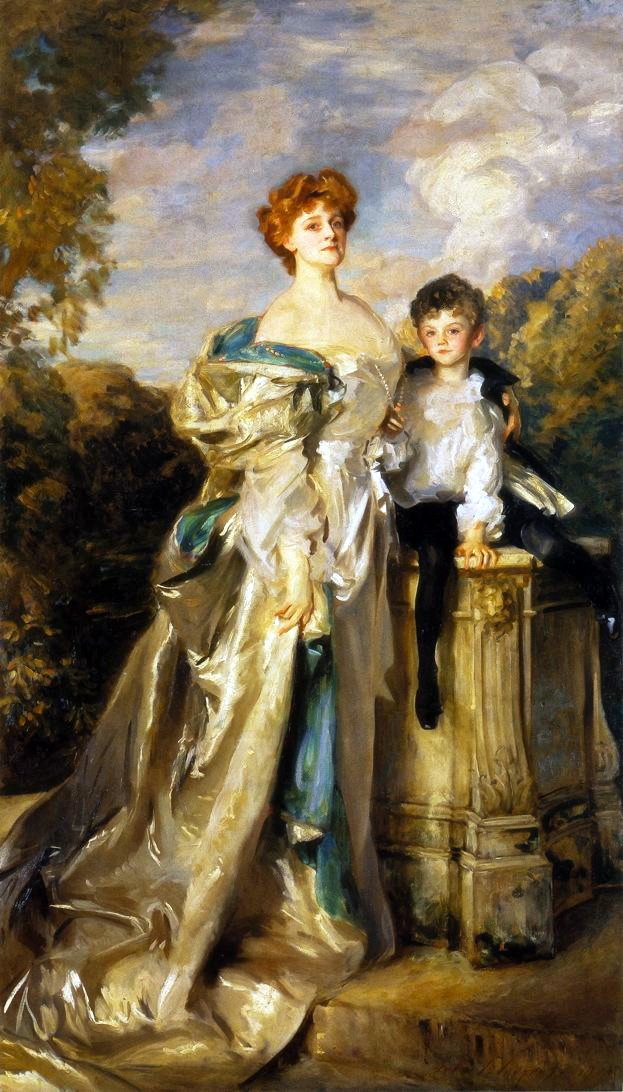
Frances Evelyn 'Daisy' Greville, contessa di Warwick, con il figlio Maynard Greville (1898-1960), ritratta da John Singer Sargent (1905)

Nata al 27 di Berkeley Square, a Londra, era la maggiore delle due figlie del colonnello onorevole Charles Maynard e della sua seconda moglie Blanche FitzRoy. Blanche FitzRoy, discendeva da Carlo II attraverso le sue amanti Nell Gwyn via sua madre Jane Beauclerm ed Henry Fitzroy e i duchi di Grafton via suo nonno il Rev. Henry Fitzroy. Blanche aveva diciotto anni quando diede Frances alla luce mentre Charles ne aveva 50. Frances sarebbe sempre stata nota come Daisy. La figlia minore dei Maynard, e sorella di Daisy, fu chiama in onore di sua madre e fu nota come Blanchie. Charles Maynard era il figlio maggiore ed erede apparente di Henry Maynard, III visconte Maynard. Poiché Charles morì tre mesi prima del visconte, fu Daisy ad ereditare le proprietà dei Maynard nel 1865. Due anni dopo la morte di suo padre, sua madre sposò il trentatreenne Lord Rosslyn, un cortigiano favorito della regina Vittoria. Ebbero cinque figli, tra le sue sorellastre vi erano Sybil Fane, contessa di Westmorland, Millicent Leveson-Gower, duchessa di Sutherland e Lady Angela Forbes.

## Matrimonio
Ad un certo punto, era stata considerata come una possibile moglie per un figlio minore della regina Vittoria, il principe Leopoldo. La Regina approvò, ma il principe era innamorato di un'altra.
Sposò, il 30 aprile 1881 all'Abbazia di Westminster, Francis Greville, Lord Brooke, figlio maggiore ed erede di George Greville, IV conte di Warwick. Ebbero cinque figli:
- Leopold Greville, VI conte di Warwick (10 settembre 1882-31 gennaio 1928);
- Lady Marjorie Blanche Eva Greville (25 ottobre 1884-25 luglio 1964), sposò in prime nozze Charles Duncombe, II conte di Feversham ed ebbero tre figli, sposò in seconde nozze Sir William Beckett, I Baronetto ed ebbero un figlio;
- Lord Charles Algernon Cromartie Greville (22 novembre 1885-28 marzo 1887);
- Lord Maynard Greville (21 marzo 1898-21 febbraio 1960), sposò Dora Pape, ebbero un figlio;
- Lady Mercy Greville (3 aprile 1904-?).

Dopo il matrimonio e la nascita dei suoi figli, divenne un personaggio della società londinese, frequentando spesso sontuose feste. Lei e suo marito sono stati membri del Marlborough House Set, diretto dal principe di Galles (il futuro Edoardo VII). A partire dal 1886, venne coinvolta in storie sentimentali con diversi uomini di potere, in particolare con il Principe di Galles.
Lady Warwick iniziò una relazione con Lord Charles Beresford, e si indigna nel scoprire che sua moglie, Lady Mina Gardner, era incinta del marito. Improvvisamente le inviò una lettera dal contenuto molto violento. Lady Beresford, consegnò la lettera a Sir George Lewis, I Baronetto, avvocato discreto della società. Il Principe di Galles era ora coinvolto nella questione e sperò di convincere Lady Beresford a rinunciare alla lettera e distruggerla, ma diede un ultimatum a Lady Warwick: durante quella stagione doveva stare lontana da Londra e la lettera sarebbe tornata. Lady Warwick rifiutò. Questo fece arrabbiare Lord Beresford, sufficiente per spingere il Principe di Galles contro un divano. Il principe perdonò Lord Beresford per le sue azioni, ma lo scandalo mise a dura prova la loro amicizia. La lite durò fino a quando, il primo ministro Lord Salisbury, intervenne e si raggiunse un accordo. Tuttavia, i rapporti tra Edoardo VII e Lord Charles non fu più come quello di prima.
Dopo che la sua relazione con il principe di Galles finì, nel 1898, si innamorò di Joseph Laycock, un miliardario scapolo che ha servito come ufficiale dell'esercito nella guerra anglo-boera. Da questa relazione nacquero due dei suoi figli, Maynard e Mercy. Tuttavia, Laycock aveva una relazione con la marchesa di Downshire, e quando il marchese di Downshire minacciò, e ottenne, il divorzio. Laycook sposò Lady Downshire dopo il divorzio, e Lady Warwick fu costretta a occuparsi di altre questioni, come la sua povertà. Anni di intrattenimento avevano esaurito l'immensa fortuna che aveva ereditato da suo nonno.

## Ultimi anni e morte
Dopo la morte di Edoardo VII, e con ingenti debiti, cercò di ricattare il figlio, re Giorgio V. Ha minacciato di rendere pubblica una serie di lettere d'amore scritte da Edoardo VII ma grazie all' astuzia di Lord Stamfordham, che riuscì a bloccare la pubblicazione sostenendo che il diritto d'autore apparteneva al re, non vennero pubblicate.
Morì il 26 luglio 1938, a 76 anni.

## Ascendenza
|                                     |                         |                                       | Genitori             |  |  | Nonni |  |  | Bisnonni           |  |  | Trisnonni                         |  |
|                                     |                         |                                       |                      |  |  |       |  |  | rev. Henry Maynard |  |  | sir William Maynard, IV baronetto |  |
|                                     |                         |                                       |                      |  |  |       |  |  | rev. Henry Maynard |  |  | sir William Maynard, IV baronetto |  |
|                                     |                         | Charlotte Bishopp                     |                      |  |  |       |  |  | rev. Henry Maynard |  |  |                                   |  |
| Henry Maynard, III visconte Maynard |                         |                                       |                      |  |  |       |  |  | rev. Henry Maynard |  |  |                                   |  |
|                                     |                         | Susan Barnard                         | rev. Francis Barnard |  |  |       |  |  |                    |  |  |                                   |  |
|                                     |                         | Susan Barnard                         | rev. Francis Barnard |  |  |       |  |  |                    |  |  |                                   |  |
|                                     |                         | Susan Barnard                         | …                    |  |  |       |  |  |                    |  |  |                                   |  |
| hon. Charles Henry Maynard          |                         | Susan Barnard                         |                      |  |  |       |  |  |                    |  |  |                                   |  |
|                                     |                         | Reginald Rabett                       | Reginald Rabett      |  |  |       |  |  |                    |  |  |                                   |  |
|                                     |                         | Reginald Rabett                       | Reginald Rabett      |  |  |       |  |  |                    |  |  |                                   |  |
|                                     |                         | Reginald Rabett                       | Mary Ann Newson      |  |  |       |  |  |                    |  |  |                                   |  |
| Mary Rabett                         |                         | Reginald Rabett                       |                      |  |  |       |  |  |                    |  |  |                                   |  |
|                                     |                         | Mary Kerrison                         | Matthias Kerrison    |  |  |       |  |  |                    |  |  |                                   |  |
|                                     |                         | Mary Kerrison                         | Matthias Kerrison    |  |  |       |  |  |                    |  |  |                                   |  |
|                                     |                         | Mary Kerrison                         | Mary Barnes          |  |  |       |  |  |                    |  |  |                                   |  |
| Frances Maynard                     |                         | Mary Kerrison                         |                      |  |  |       |  |  |                    |  |  |                                   |  |
|                                     | rev. lord Henry Fitzroy | Augustus FitzRoy, III duca di Grafton |                      |  |  |       |  |  |                    |  |  |                                   |  |
|                                     | rev. lord Henry Fitzroy | Augustus FitzRoy, III duca di Grafton |                      |  |  |       |  |  |                    |  |  |                                   |  |
|                                     | rev. lord Henry Fitzroy | Elizabeth Wrottesley                  |                      |  |  |       |  |  |                    |  |  |                                   |  |
| rev. Henry Fitzroy                  | rev. lord Henry Fitzroy |                                       |                      |  |  |       |  |  |                    |  |  |                                   |  |
|                                     |                         | Caroline Pigot                        | Hugh Pigot           |  |  |       |  |  |                    |  |  |                                   |  |
|                                     |                         | Caroline Pigot                        | Hugh Pigot           |  |  |       |  |  |                    |  |  |                                   |  |
|                                     |                         | Caroline Pigot                        | Frances Wrottesley   |  |  |       |  |  |                    |  |  |                                   |  |
| Blanche Adeliza Fitzroy             |                         | Caroline Pigot                        |                      |  |  |       |  |  |                    |  |  |                                   |  |
|                                     |                         | Charles George Beauclerk              | Topham Beauclerk     |  |  |       |  |  |                    |  |  |                                   |  |
|                                     |                         | Charles George Beauclerk              | Topham Beauclerk     |  |  |       |  |  |                    |  |  |                                   |  |
|                                     |                         | Charles George Beauclerk              | lady Diana Spencer   |  |  |       |  |  |                    |  |  |                                   |  |
| Jane Elizabeth Beauclerk            |                         | Charles George Beauclerk              |                      |  |  |       |  |  |                    |  |  |                                   |  |
|                                     |                         | Emily Charlotte Ogilvie               | William Ogilvie      |  |  |       |  |  |                    |  |  |                                   |  |
|                                     |                         | Emily Charlotte Ogilvie               | William Ogilvie      |  |  |       |  |  |                    |  |  |                                   |  |
|                                     |                         | Emily Charlotte Ogilvie               | lady Emily Lennox    |  |  |       |  |  |                    |  |  |                                   |  |
|                                     |                         | Emily Charlotte Ogilvie               |                      |  |  |       |  |  |                    |  |  |                                   |  |